# Вулф Сити (Тексас)
Вулф Сити (енгл. Wolfe City) град је у америчкој савезној држави Тексас. По попису становништва из 2010. у њему је живело 1.412 становника.

## Демографија
Према попису становништва из 2010. у граду је живело 1.412 становника, што је 154 (9,8%) становника мање него 2000. године.
| Група             | 2000.         | 2010.         |
| Белци             | 1.269 (81,0%) | 1.056 (74,8%) |
| Афроамериканци    | 205 (13,1%)   | 184 (13,0%)   |
| Азијати           | 5 (0,3%)      | 4 (0,3%)      |
| Хиспаноамериканци | 53 (3,4%)     | 122 (8,6%)    |
| Укупно            | 1.566         | 1.412         |